# Liga de Voleibol Superior Femenino 2008
La Liga de Voleibol Superior Femenino 2008 si è svolta nel 2008: al torneo hanno partecipato 10 franchigie portoricane e la vittoria finale è andata per la sedicesima volta alle Pinkin de Corozal.

## Regolamento
La competizione prevede che le dieci squadre partecipanti si sfidino, per circa due mesi, senza un calendario rigido, fino a disputare ventidue partite ciascuna. Le prime otto classificate prendono parte ai quarti di finale, affrontandosi divise in due gironi da quattro squadre ciascuno, da cui le prime prime due classificate accedono alle semifinali e successivamente alla finale. Non sono previste retrocessioni.

## Squadre partecipanti
| - Criollas de Caguas - Divas de Aguadilla - Gigantes de Carolina - Indias de Mayagüez - Leonas de Ponce | - Llaneras de Toa Baja - Mets de Guaynabo - Pinkin de Corozal - Valencianas de Juncos - Vaqueras de Bayamón |

## Campionato

### Regular season

#### Classifica
| Pos. | Squadra               | Pt | G  | V  | P  | SV | SP | Ratio | PF | PS | Ratio |
| ---- | --------------------- | -- | -- | -- | -- | -- | -- | ----- | -- | -- | ----- |
| 1    | Criollas de Caguas    | 40 | 22 | 20 | 2  | -  | -  | -     | -  | -  | -     |
| 2    | Pinkin de Corozal     | 38 | 22 | 19 | 3  | -  | -  | -     | -  | -  | -     |
| 3    | Gigantes de Carolina  | 34 | 22 | 17 | 5  | -  | -  | -     | -  | -  | -     |
| 4    | Valencianas de Juncos | 26 | 22 | 13 | 9  | -  | -  | -     | -  | -  | -     |
| 5    | Indias de Mayagüez    | 26 | 22 | 13 | 9  | -  | -  | -     | -  | -  | -     |
| 6    | Mets de Guaynabo      | 18 | 22 | 9  | 13 | -  | -  | -     | -  | -  | -     |
| 7    | Vaqueras de Bayamón   | 14 | 22 | 7  | 15 | -  | -  | -     | -  | -  | -     |
| 8    | Llaneras de Toa Baja  | 12 | 22 | 6  | 16 | -  | -  | -     | -  | -  | -     |
| 9    | Leonas de Ponce       | 8  | 22 | 4  | 18 | -  | -  | -     | -  | -  | -     |
| 10   | Divas de Aguadilla    | 4  | 22 | 2  | 20 | -  | -  | -     | -  | -  | -     |

| Ammesse ai play-off scudetto - Girone A | Ammesse ai play-off scudetto - Girone B |

## Classifica finale
| Pos | Squadra               |
| --- | --------------------- |
| 1   | Pinkin de Corozal     |
| 2   | Criollas de Caguas    |
| 3   | Gigantes de Carolina  |
| 4   | Valencianas de Juncos |
| 5   | Indias de Mayagüez    |
| 6   | Mets de Guaynabo      |
| 7   | Vaqueras de Bayamón   |
| 8   | Llaneras de Toa Baja  |
| 9   | Leonas de Ponce       |
| 10  | Divas de Aguadilla    |

## Premi individuali
| Premio                   | Giocatrice         | Squadra               |
| ------------------------ | ------------------ | --------------------- |
| MVP della Regular Season | Milagros Cabral    | Pinkin de Corozal     |
| MVP delle finali         | Milagros Cabral    | Pinkin de Corozal     |
| MVP dello All-Star Game  | Saraí Álvarez      | Indias de Mayagüez    |
| Miglior palleggiatrice   | Courtney Thompson  | Gigantes de Carolina  |
| Miglior libero           | Debora Seilhamer   | Indias de Mayagüez    |
| Miglior ritorno          | Shannon Torregrosa | Indias de Mayagüez    |
| Rising star              | Leichellie Guzmán  | Leonas de Ponce       |
| Miglior esordiente       | Myrlena López      | Vaqueras de Bayamón   |
| Migliore allenatore      | Jorge Pérez        | Mets de Guaynabo      |
| All-Star Team            | Courtney Thompson  | Gigantes de Carolina  |
| All-Star Team            | Milagros Cabral    | Pinkin de Corozal     |
| All-Star Team            | Erin Moore         | Criollas de Caguas    |
| All-Star Team            | Saraí Álvarez      | Indias de Mayagüez    |
| All-Star Team            | Shannon Torregrosa | Indias de Mayagüez    |
| All-Star Team            | ?                  | ?                     |
| All-Star Team            | ?                  | ?                     |
| Offensive Team           | Saraí Álvarez      | Indias de Mayagüez    |
| Offensive Team           | Milagros Cabral    | Pinkin de Corozal     |
| Offensive Team           | Erin Moore         | Criollas de Caguas    |
| Offensive Team           | Graciela Márquez   | Llaneras de Toa Baja  |
| Offensive Team           | Christal Morrison  | Vaqueras de Bayamón   |
| Offensive Team           | Karina Ocasio      | Valencianas de Juncos |